# Glada tyrolare
Glada tyrolare (originaltitel: Swiss Miss) är en långfilm från 1938 med komikerparet Helan och Halvan regisserad av John G. Blystone och producerad av Hal Roach.

## Handling
Filmen utspelar sig i Schweiz. Halvan har övertygat Helan om att det i landet finns en stark efterfrågan på råttfällor eftersom det tillverkas så mycket ost där. De blir lurade på alla råttfällor, och efter att ha ätit en brakmiddag på ett värdshus tvingas de betala av skulden genom att bli diskare. En österrikisk kompositör och dennes fru, en operasångerska och en gorilla är andra medverkande i filmen.

## Om filmen
Från början var det menat att filmen skulle ha spelats in i färg, men på grund av för hög kostnad fick producenten Hal Roach spela in filmen i svartvitt, som duons tidigare filmer. Däremot finns färgfoton från inspelningen av filmen och en dator-kolorerad version av själva filmen, med några scener bortklippta.
Åsnan som förekommer i filmen är samma som används i duons tidigare långfilm Vi reser västerut som kom året 1937, året innan denna film hade premiär.
Avsnittet där Helan och Halvan försöker att få in ett piano i ett hus finns med redan i duons tidigare kortfilm Pianoexpressen från 1932.

### Svenska visningar
Filmen har visats både kortfilm och långfilm i Sverige. När den hade Sverigepremiär den 7 november 1938 på biografen Skandia gick den under titeln Glada tyrolare. När filmen hade nypremiär 1964 gick den som Lyckliga schweizerostar. När filmen visades som två kortfilmer 1958 var titlarna Helan och Halvan i gungan och Här var det råttfällor.

## Rollista (i urval)
- Stan Laurel – Halvan
- Oliver Hardy – Helan
- Walter Woolf King – Victor Albert, kompositör från Wien
- Grete Natzler (under pseudonymen "Della Lind")[4] – Anna Hoepfel Albert, operasångerska
- Adia Kuznetzoff – Franzelhuber
- Eric Blore – Edward Morton
- Charles Gemora (felaktigt krediterad som Gamore)[1] – gorilla
- Sam Lufkin – skäggprydd bonde
- Eddie Kane – handlare
- Anita Garvin – handlarens fru
- Jack Hill – man på festen
- Ed Brandenburg – gäst på alphotellet
- Baldwin Cooke – gäst på alphotellet
- Sammy Brooks – oidentifierad roll
- Chet Brandenburg – oidentifierad roll[1]